# Turdus mupinensis
O Turdus mupinensis é uma ave pertencente ao género Turdus, nativa da China.